# Nicola Rodigari
Nicola Rodigari (ur. 7 listopada 1981 w Tirano) – włoski łyżwiarz szybki specjalizujący się w short tracku, srebrny medalista igrzysk olimpijskich, multimedalista mistrzostw świata, mistrzostw Europy, mistrzostw świata juniorów i zimowej uniwersjady.
Czterokrotnie uczestniczył w zimowych igrzyskach olimpijskich. Podczas igrzysk w Salt Lake City w 2002 roku zdobył srebrny medal olimpijski w sztafecie (wraz z nim wystąpili Maurizio Carnino, Michele Antonioli, Fabio Carta i Nicola Franceschina), ponadto był trzynasty w biegu na 1000 m i czternasty w biegu na 1500 m. W 2006 roku na igrzyskach w Turynie zajął czwarte miejsce w sztafecie, siódme w biegach na 500 i 1000 m oraz czternaste na dystansie 1500 m. Na kolejnych zimowych igrzyskach, w 2010 roku w Vancouver, był ósmy w biegu na 1500 m, siedemnasty w biegu na 1000 m i dziewiętnasty na 500 m. Nie został sklasyfikowany w biegu sztafetowym (włoska sztafeta została zdyskwalifikowana w półfinale). W ostatnim starcie olimpijskim, w 2014 roku na igrzyskach w Soczi, wystąpił tylko w biegu sztafetowym, w którym Włosi zajęli ósmą pozycję.
W latach 2000–2007 zdobył trzy medale podczas mistrzostw świata (srebrny i dwa brązowe), w latach 1998–2007 cztery medale drużynowych mistrzostw świata (jeden srebrny i trzy brązowe), w latach 2001–2017 czterdzieści medali mistrzostw Europy (dwadzieścia złotych, jedenaście srebrnych i dziewięć brązowych), w latach 1999–2001 siedem medali mistrzostw świata juniorów (jeden złoty, trzy srebrne i trzy brązowe), a w latach 2001–2007 trzy medale zimowej uniwersjady (dwa srebrne i jeden brązowy).